# Jugendzirkus Robiano
Der Jugendzirkus Robiano ist ein Jugendzirkus aus der Schweiz.
Die etwa 20 Artisten sind zwischen 10 und 17 Jahre alt. Sowohl die operativen Leiter des Zirkus wie die Mitarbeiter hinter der Manege und die Zirkusmusiker wirken ehrenamtlich mit; die meisten sind ehemalige Artisten.
1988 organisierten Interessierte auf dem Robinson-Spielplatz in Frenkendorf eine Zirkus-Tournée. Als einmaliges Projekt gedacht, weitete es sich aus und wurde zu einem Zirkus mit jährlichem Programm. Nach regelmässigem intensivem Training, einem Sommerlager und mehreren Trainingswochenenden finden die Vorstellungen jeweils in den Schulferien im Herbst statt. Die Tournée macht in den Kantonen Basel-Landschaft, Basel-Stadt, Zug und Aargau halt.
Das Robiano-Zelt bietet Platz für etwa 150 Gäste. Der Eintritt wird traditionell in Form einer freiwilligen Kollekte erhoben.